# Церковь Северной Индии
Церковь Северной Индии (англ. Church of North India, CNI) — доминирующая протестантская община на севере Индии, которая вместе с Церковью Пакистана, Церковью Южной Индии и Церковью Бангладеш входит в Англиканское сообщество и сообщество Евангелической объединённой церкви. Церковь Северной Индии распространяет свою юрисдикцию на все штаты Индии, кроме четырёх южных штатов Андхра-Прадеш, Карнатака, Керала и Тамилнад. Численность верующих Церкви Северной Индии составляет около 1 250 000 человек.

## История
Церковь Северной Индии была основана 29 ноября 1970 года после объединения в единую церковь протестантских общин, действовавших на территории северных штатов Индии. Переговоры об объединении велись с 1929 года между протестантскими общинами Церкви Индии, Пакистана (сегодня — объединённая Церковь Пакистана), Церкви провинции Мьянмар, Церкви Цейлона, Церковью баптистов Северной Индии, Церковью методистов (входящая в провинцию Британской и австралийской конференции), общинами «Учеников Христа», конгрегациональными и пресвитерианскими общинами.
Работу над объединением начали в 1929 году после общей конференции в Лакхнау общины Австралийской церкви Миссии Христа, Австралийской методистской церкви, методистской церкви Уэсли, методистской епископальной церкви и Объединённой Церкви Северной Индии. В 1951 году этими общинами был основан Переговорный комитет, состоящий из представителей Церкви баптистов Северной Индии, протестантских общин Пакистана, Индии, Бирмы, Шри Ланки и Методистской церкви Южной Азии. В 1957 году в комитет вступили представители «Учеников Христа». В 1961 году был создан новый Переговорный комитет, в котором участвовали представители тех же самых протестантских общин. В 1965 году был составлен договор, известный как «Белая книга», согласно которому создавалась единая церковная протестантская структура. 29 ноября 1970 года был подписано соглашение о создании Церкви Северной Индии. Договор не подписала Методистская церковь Южной Азии.
В 1994 году из договора вышли протестанты, проживавшие в Агре и Лакхнау, создавшие собственную Объединённую церковь Северной Индии.

## Учение
Церковь Северной Индии причисляет себя к тринитарному христианству. Литургия сочетает себе разнообразную протестантскую практику. Церковь состоит из 26 диоцезов, управляемых избираемыми епископами, которые в свою очередь подчиняются собирающемуся один раз в три года Синоду.